# Martin Gerber
Martin Gerber (Burgdorf, 3 settembre 1974) è un ex hockeista su ghiaccio svizzero.

## Statistiche
Statistiche aggiornate a maggio 2012.

### Club
| Stagione  | Squadra                 | Stagione regolare | Stagione regolare | Stagione regolare | Stagione regolare | Playoff | Playoff | Playoff |
| Stagione  | Squadra                 | Lega              | P                 | GAA               | SVS%              | P       | GAA     | SVS%    |
| --------- | ----------------------- | ----------------- | ----------------- | ----------------- | ----------------- | ------- | ------- | ------- |
| 1994-1995 | Langnau                 | NLB               | 5                 | 5.93              | -                 | 1       | 4.5     | -       |
| 1995-1996 | Langnau                 | NLB               | 0                 | -                 | -                 | 0       | -       | -       |
| 1996-1997 | Langnau                 | NLB               | 36                | 3.18              | -                 | 8       | 3.57    | -       |
| 1997-1998 | Langnau                 | NLB               | 40                | 3.48              | -                 | 16      | 2.62    | -       |
| 1998-1999 | Langnau                 | NLA               | 40                | 4.83              | -                 | -       | -       | -       |
|           |                         | Playout           | 11                | 4.54              | -                 | -       | -       | -       |
| 1999-2000 | Langnau                 | NLA               | 42                | 3.64              | -                 | -       | -       | -       |
|           |                         | Playout           | 6                 | 2.17              | -                 | -       | -       | -       |
| 2000-2001 | Langnau                 | NLA               | 44                | 2.49              | 0.927             | -       | -       | -       |
|           |                         | Playout           | 5                 | 1.32              | -                 | -       | -       | -       |
| 2001-2002 | Färjestad               | Elitserien        | 44                | 1.96              | 0.922             | 10      | 1.64    | .941    |
| 2002-2003 | Anaheim Ducks           | NHL               | 22                | 1.95              | 0.929             | 2       | 3       | .833    |
|           | Cincinnati Mighty Ducks | AHL               | 1                 | 2                 | 0.951             | -       | -       | -       |
| 2003-2004 | Anaheim Ducks           | NHL               | 32                | 2.26              | 0.918             |         |         |         |
| 2004-2005 | Langnau                 | NLA               | 20                | 2.81              | -                 | -       | -       | -       |
|           | Färjestad               | Elitserien        | 30                | 1.9               | 0.929             | 15      | 2.4     | .925    |
| 2005-2006 | Carolina Hurricanes     | NHL               | 60                | 2.78              | 0.906             | 6       | 3.53    | .856    |
| 2006-2007 | Ottawa Senators         | NHL               | 29                | 2.78              | 0.906             | 0       | -       | -       |
| 2007-2008 | Ottawa Senators         | NHL               | 57                | 2.72              | 0.91              | 4       | 3.53    | .912    |
| 2008-2009 | Ottawa Senators         | NHL               | 14                | 2.86              | 0.899             | -       | -       | -       |
|           | Binghamton Senators     | AHL               | 14                | 2.91              | 0.91              | -       | -       | -       |
|           | Toronto Maple Leafs     | NHL               | 12                | 3.23              | 0.905             |         |         |         |
| 2009-2010 | Atlant Mytishchi        | KHL               | 30                | 2.19              | 0.914             |         |         |         |
| 2010-2011 | Edmonton Oilers         | NHL               | 3                 | 1.3               | 0.958             | -       | -       | -       |
|           | Oklahoma City Barons    | AHL               | 42                | 2.6               | 0.911             | 6       | 1.79    | .931    |
| 2011-2012 | Växjö                   | Elitserien        | 42                | 2.12              | 0.933             |         |         |         |

### Nazionale
| Stagione  | Livello           | Risultati     | Risultati | Risultati | Risultati |
| Stagione  | Livello           | Competizione  | P         | GAA       | SVS%      |
| --------- | ----------------- | ------------- | --------- | --------- | --------- |
| 1999-2000 | Switzerland       | WC            | 2         | 3.5       | 0.873     |
| 2000-2001 | Switzerland       | WC            | 6         | 2.68      | 0.919     |
| 2001-2002 | Switzerland OG    | OG            | 3         | 1.52      | 0.958     |
|           | Switzerland       | WC            | 4         | 3         | 0.894     |
| 2003-2004 | Switzerland       | WC            | 6         | 1.84      | 0.932     |
| 2004-2005 | Switzerland       | WC            | 6         | 1.67      | 0.946     |
| 2005-2006 | Switzerland OG    | OG            | 3         | 4.13      | 0.89      |
| 2007-2008 | Switzerland       | WC            | 5         | 3.15      | 0.879     |
|           | Switzerland (all) | International | 6         | -         | -         |
| 2008-2009 | Switzerland       | WC            | 6         | 2.31      | 0.895     |
|           | Switzerland (all) | International | 7         | -         | -         |
| 2009-2010 | Switzerland       | WC            | 5         | 1.41      | 0.936     |
|           | Switzerland (all) | International | 10        | 2.14      | 0.913     |
| 2011-2012 | Switzerland (all) | International | 1         | 2.07      | 0.933     |

## Palmarès

### Club
- Stanley Cup: 1

 Carolina Hurricanes: 2005-06
- Campionato svedese: 1

 Färjestad: 2001-02
Coppa svizzera:1
Ehc Kloten 2017

### Individuale
- Elitserien:

2001-02: Best GAA
2001-02: Best SVS%
- Campionato del mondo:

2008-09, 2009-10: Top 3 Player on Team